# Upplands runinskrifter 363
Upplands runinskrifter 363 är en försvunnet vikingatida runristat jordfast stenblock i Gådersta, Skepptuna socken och Sigtuna kommun. Runristningen är 1,6 gånger 1,05 meter stor. Familjen som omnämns på ristningen är samma som på U 501, enligt Evert Salberger.

## Inskriften
Translitterering av runraden:
[kislauk · lit · hakua · at sun sin · sbialtbuþi · ulfr · ikuar · hulfastr · kairi · þaiʀ · at broþur · sin · þiakn · fors · uti ok · at biarn faþur sin bro kirþu · ku͡þ hialbi silu]
Normalisering till runsvenska:
Gislaug let haggva at sun sinn, Spiallbuði, Ulfʀ, Ingvarr, Holmfastr, Gæiʀi, þæiʀ at broður sinn Þiagn, fors uti, ok at Biorn, faður sinn. Bro gærðu. Guð hialpi salu.
Översättning till nusvenska:
Gislög lät hugga efter sin son, Spjallbude, Ulv, Ingvar, Holmfast, Gere efter sin broder Tjägn — lian omkom utomlands — och efter Björn, sin fader. De gjorde bro. Gud hjälpe själen.